# Frederic Alfonso i Ferrer
Frederic Alfonso i Ferrer (València, 24 de febrer de 1879 - Barcelona, 12 d'agost de 1946) fou un compositor i professor valencià.

## Biografia
Fill del redactor de El Noticiero Universal i Diario de Barcelona, Francisco Alfonso Martínez (+1920). Als set anys va ingressar a l'Escola Municipal de Música de València, dirigida per Eduardo Senís. Es va formar després amb Penella, Marco, Valls i Úbeda, però als tretze anys marxà a Barcelona, on finalment va desenvolupar la seva carrera.
Estudià al Conservatori del Liceu amb Sánchez Gavagnach, Bullé i NIcolau, obtenint els títols de professor de música i piano amb només 17 i 18 anys respectivament. Més endavant, cursa estudis d'harmonia, contrapunt i fuga a l'Escola Municipal de Música amb Eusebi Daniel.

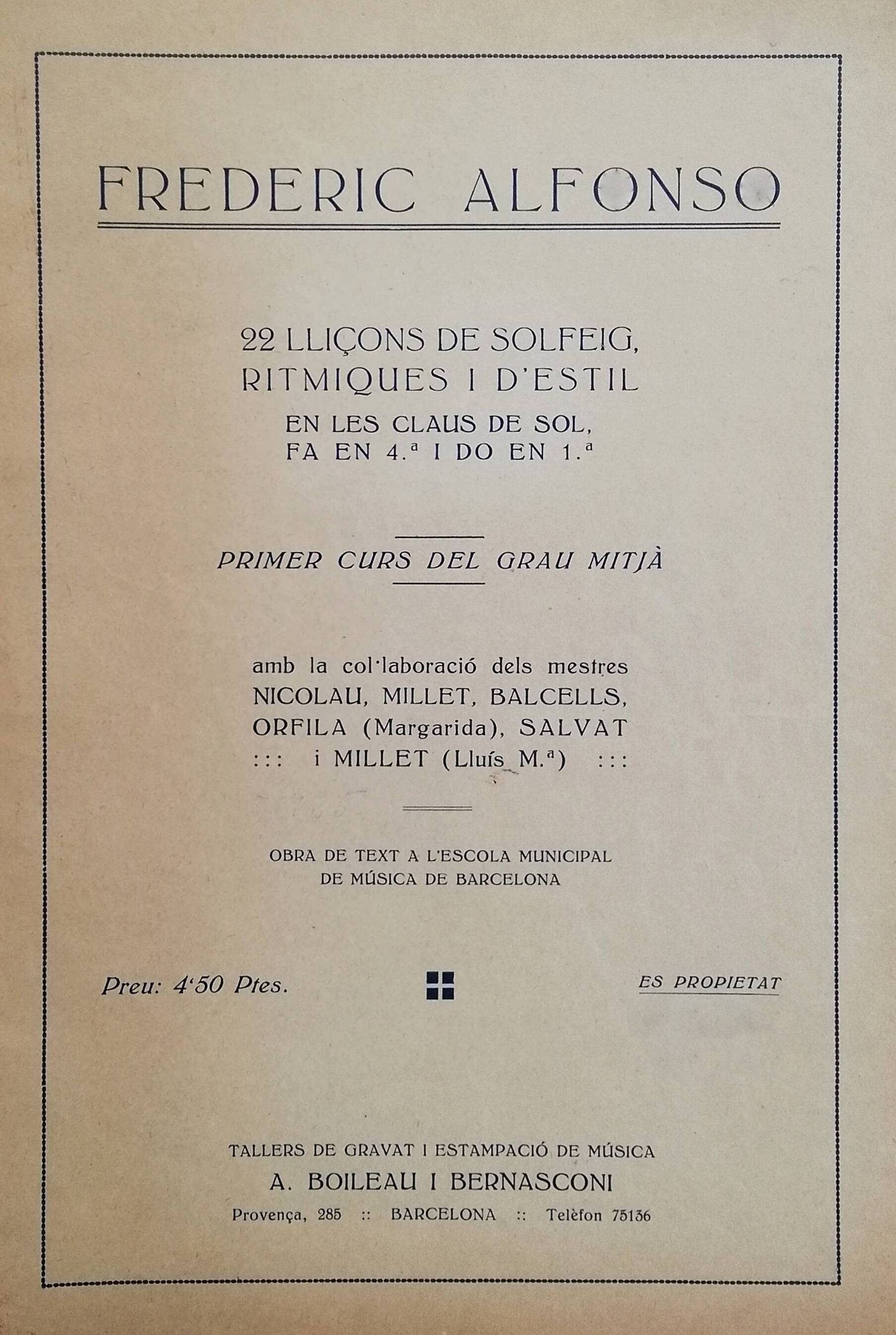
Lliçons de solfeig publicades per Frederic Alfonso juntament amb Margarida Orfila, Lluis Millet, Antoni Nicolau, etc. Publicat cap a l'any 1930

L'any 1913 es casà amb una companya professora, Margarida Orfila Tudurí, compositora, pianista i professora de música a l'Escola Municipal de Música de Barcelona, amb qui tingué cinc fills: Frederic, advocat i poeta; Margarida, pianista, compositora i professora de música; Joan, violinista i compositor; Francisco, violoncel·lista; i Carme, cantant casada amb el mestre Josep Poch i Garriga.
El 1900 fou nomenat professor de piano del Conservatori del Liceu i posteriorment assoleix per oposició la plaça de Solfeig a l'Escola Municipal de Música. En aquest últim centre va impartir les seves ensenyances durant gairebé 40 anys arribant a ser el subdirector i demostrant una indubtable preocupació pedagògica. La seva dedicació en quant a la composició fou important, ja que creà més de 210 obres de tot tipus.

## Reconeixements
El 1899 obté un premi per part de la Societat Coral La Barretina Catalana per la seva obra La gitana.
Va rebre diversos reconeixements, entre els quals destaquen premis obtinguts per part de la Festa de la Música Catalana els anys 1904, 1905 i 1906.